# Cantó de Civray
El cantó de Civray és un cantó francès del departament de la Viena, situat al districte de Montmorillon. Té 12 municipis i el cap és Civray.

## Municipis
- Blanzay
- Champagné-le-Sec
- Champniers
- Civray
- Linazay
- Lizant
- Saint-Gaudent
- Saint-Macoux
- Saint-Pierre-d'Exideuil
- Saint-Saviol
- Savigné
- Voulême

## Història
| Data d'elecció                           | Identitat             | Partit           | Qualitat |
| ---------------------------------------- | --------------------- | ---------------- | -------- |
| 1945-1967                                | Maurice Giraud        | rad.             |          |
| 1967-1992                                | Raoul Cartraud        | FGDS, després PS |          |
| 1992-1998                                | Jean-Marie Gallot     | Divers droite    |          |
| 1998-2004                                | Jean-Olivier Geoffroy | Divers droite    |          |
| 2004-2011                                | Jacky Vétault         | PS               |          |
| 2011-                                    | Jean-Olivier Geoffroy | Divers droite    |          |
| les dades anteriors no són pas conegudes |                       |                  |          |
|                                          |                       |                  |          |

## Demografia
| A partir de 1990: Població sense dobles comptes |